# Dave Samuels

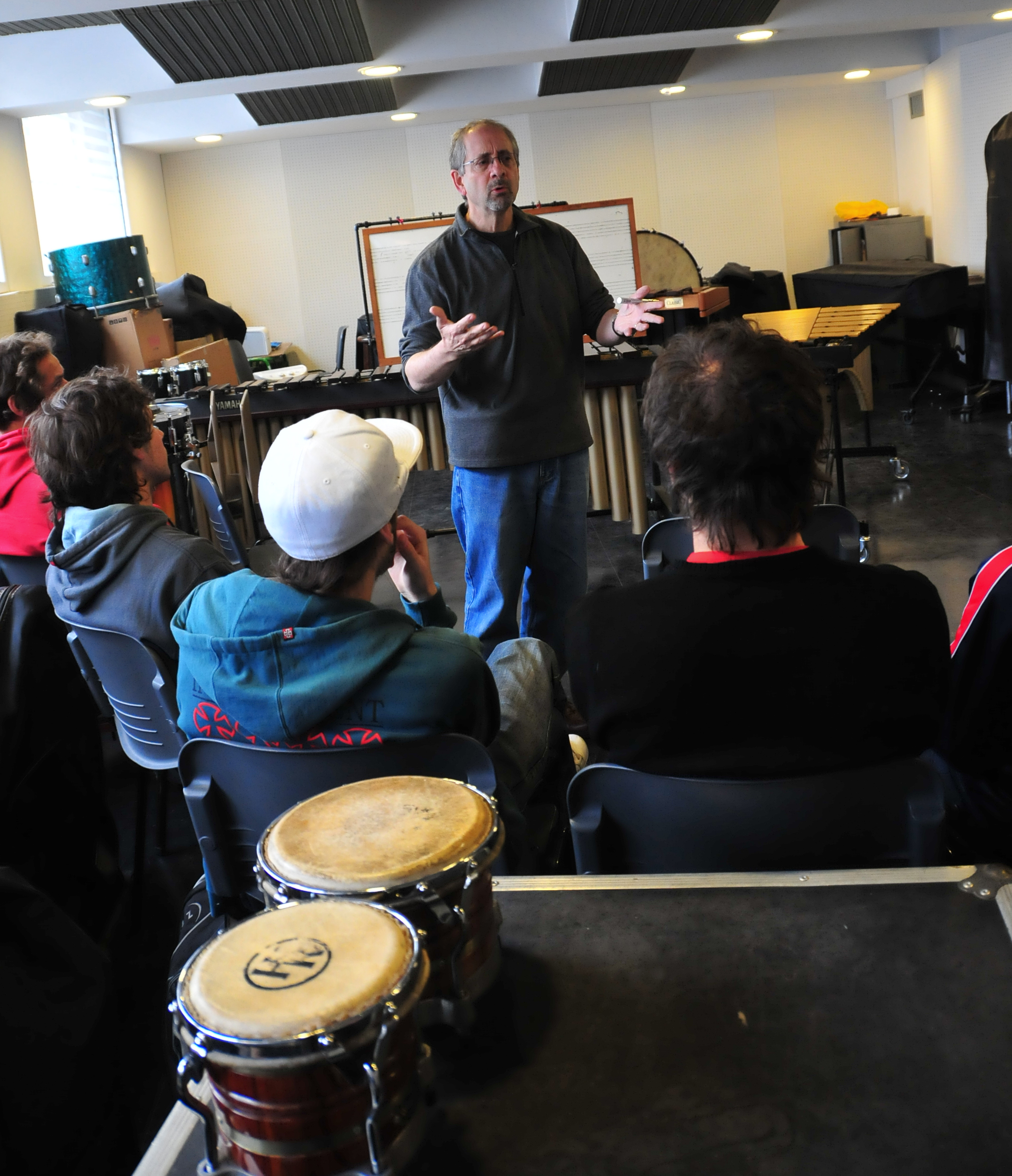
Dave Samuels vor einer Meisterklasse an der Escuela de Música de Montevideo im Rahmen des VI. Festival Percusión de Montevideo 2010

David „Dave“ Samuels (* 9. Oktober 1948 in Waukegan, Illinois; † 22. April 2019 in New York City) war ein US-amerikanischer Jazz-Vibraphonist und Marimba-Spieler.

## Leben und Wirken
Samuels begann mit sechs Jahren auf dem Schlagzeug. Er studierte an der Boston University Psychologie und anschließend am Berklee College of Music in Boston Musik u. a. bei Gary Burton (er lernte dort Mallet percussion). Schon in Boston spielte er z. B. mit Pat Metheny und John Scofield und begann zu lehren. 1974 tourte er mit Gerry Mulligan, mit dem er auch seine ersten Aufnahmen machte. In den 1970er Jahren arbeitete er auch mit Frank Zappa (Zappa in New York), den Gruppen „Time Piece“ und „Double Image“ (1977 bis 1980, mit dem Vibraphonisten David Friedman). Ab 1979 trat er mit Spyro Gyra auf und wurde 1986 festes Mitglied der Band. Er blieb bis Mitte der 1990er Jahre bei der Fusion-Formation und initiierte dann das Caribbean Jazz Project, das er zunächst mit dem Altsaxophonisten und Klarinettisten Paquito D’Rivera und Steel Drummer Andy Narell leitete (er spielt dort meist Marimba). 2003 wurde das Caribbean Jazz Project, das er zu jener Zeit mit Dave Valentin leitete, mit dem Grammy Award for Best Latin Jazz Album für das Album The Gathering ausgezeichnet.
Samuels veröffentlichte auch ab den 1980er Jahren Alben unter eigenem Namen. Im Bereich des Jazz war er zwischen 1974 und 2015 an 164 Aufnahmesessions beteiligt.